# Jinyoung Park
Jinyoung Park  (en  coréen : 박진영,, née en 1982) est une mathématicienne sud-coréenne en poste à  l'université Stanford qui travaille en combinatoire et en théorie des graphes. En 2022, elle a publié  avec Huy Tuan Pham  une prépublication contenant une proposition de preuve en 6 pages de la conjecture de Kahn-Kalai (en),,.

## Biographie
Park entre à l'Université nationale de Séoul en 2001 et obtient un baccalauréat en enseignement des mathématiques en 2004. Elle travaille comme professeur de mathématiques dans des écoles secondaires de Séoul de 2005 à 2011. Elle commence des études supérieures à l'Université Rutgers en 2014, où elle obtient un doctorat (Ph. D.) en 2020 sous la direction de Jeff Kahn. Ses travaux de doctorat lui ont valu le Prix de thèse 2022 de l'Association for Women in Mathematics.
Elle est membre de l'Institute for Advanced Study de 2020 à 2021,. Depuis 2021, elle poursuit son travail postdoctoral en tant que professeur assistant « Szegö » à l'Université de Stanford, où son tuteur postdoctoral est Jacob Fox,.

## Distinctions
- En 2023, Park est une des lauréates du prix Maryam Mirzakhani New Frontiers « pour sa contribution à la résolution de plusieurs conjectures majeures sur les seuils et les processus de sélection »[8].
- En 2002, elle obtient le Prix de thèse de l'Association for Women in Mathematics[5].

## Publications (sélection)
- Frankston, Keith; Kahn, Jeff; Narayanan, Bhargav; Park, Jinyoung "Thresholds versus fractional expectation-thresholds." Ann. of Math. (2) 194 (2021), no. 2, 475–495.
- Keith Frankston, Jeff Kahn, Bhargav Narayanan et Jinyoung Park, « Thresholds versus fractional expectation-thresholds », Ann. of Math. (2), vol. 194, no 2,‎ 2021, p. 475–495 (zbMATH :1472.05132).
- (en) Jinyoung Park et Huy Tuan Pham, « A Proof of the Kahn-Kalai Conjecture », 31 mars 2022.

## Articles liés
Les deux autres lauréates du prix Maryam Mirzakhani New Frontiers de 2023 sont :
- Vera Traub
- Maggie Miller